# Pusarrumas
Pusarrumas (Pu-Šarrumaš) va ser un hipotètic rei pre-hitita que va viure al segle XVII aC, i potser era rei de Kanish i d'Hattusa i també de Kushara. El nom sembla hurrita. Era fill de Tudhalias I i va ser el pare de Papahdilmah.
El seu nom es correspon amb el de l'avi d'Hattusilis I i el del sogre de Labarnas al que va designar successor a la ciutat de Sanawitta (Šanawitta) després que els seus fills es giressin contra ell. Un dels fills, Papahdilmah (l'únic conegut), conservava influència entre els servidors reials i els principals funcionaris i es creu que va aconseguir ser rei, o potser va ser vençut per Labarnas en la lluita pel poder.